# ニコラス・タケヤマ
ニコラス・タケヤマ（Nicholas Takeyama、 1993年11月21日 - ）は、日本の撮影監督・映像作家。ニュージーランド出身。

## 来歴
1993年、ニュージーランド生まれ。
2012年、クリスチャン・アカデミー・イン・ジャパンを卒業。
2018年、上智大学国際教養学部卒業。